# Takasago
Takasago (japanska: 高砂市?, Takasago-shi) är en stad i Hyōgo prefektur i Japan. Staden fick stadsrättigheter 1954.